# Iglesia de San Miguel (Morón de la Frontera)

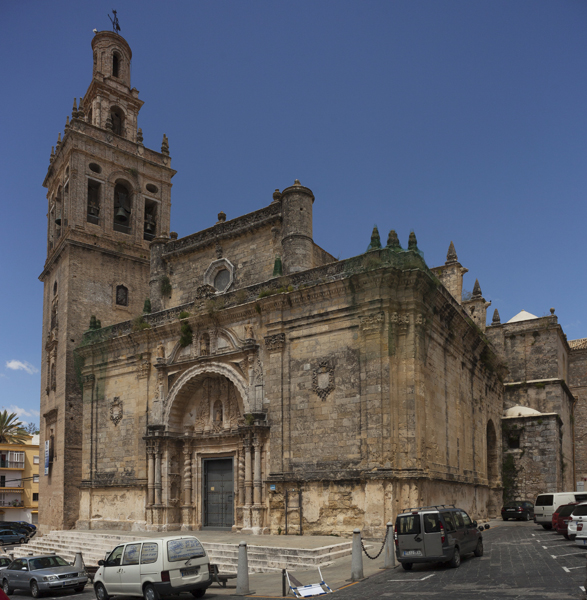
Iglesia de San Miguel Arcángel.

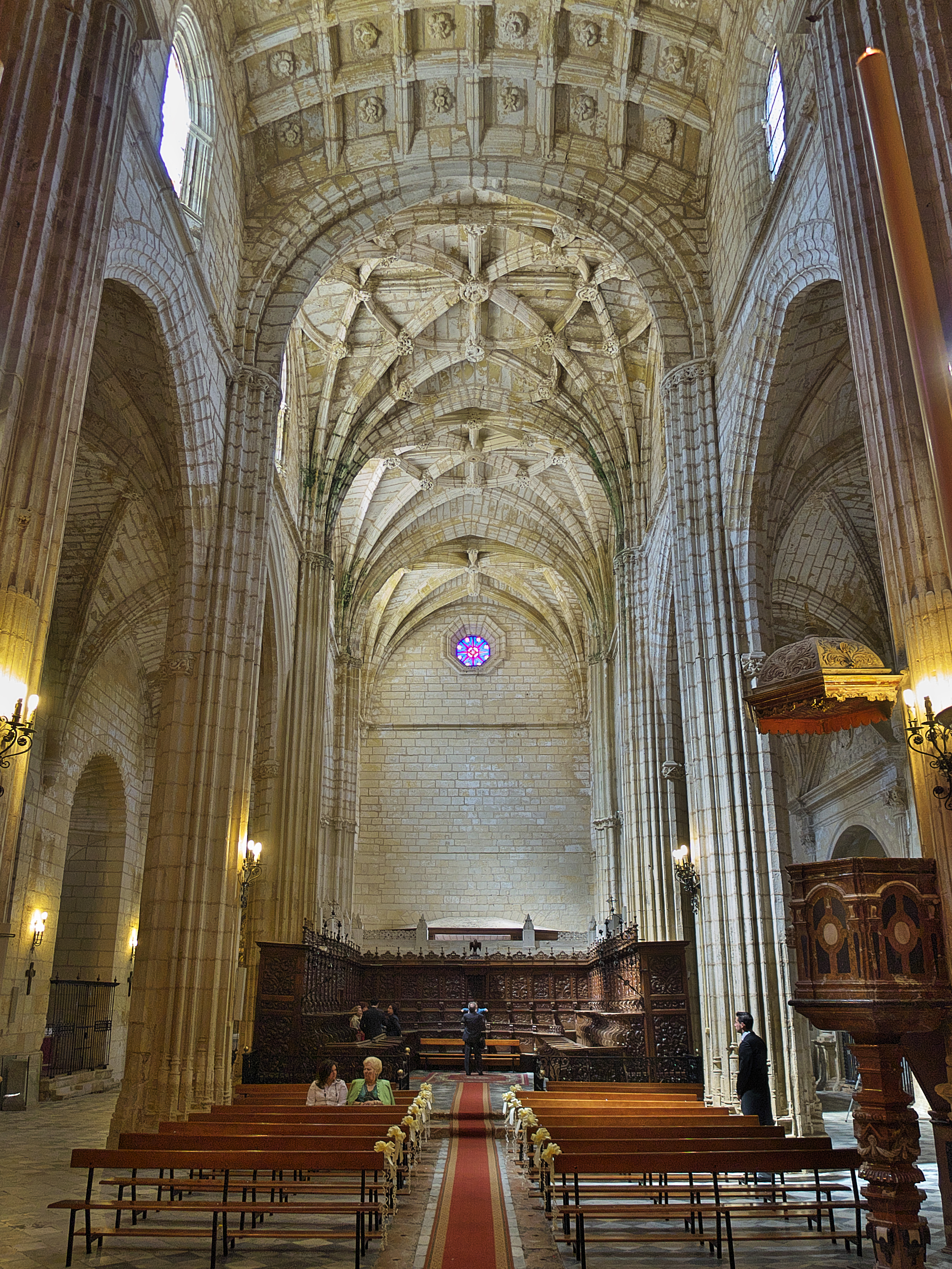
Bóvedas de la nave central de la iglesia de San Miguel Arcángel.

La iglesia de San Miguel conocida como la Catedral de la Sierra Sur de Morón de la Frontera (España) responde al deseo de los grandes templos parroquiales de la provincia de seguir los pasos de la catedral sevillana en los inicios de la Edad Moderna.
En su construcción se aúnan los esfuerzos económicos del arzobispado de Sevilla, los condes de Ureña, luego duques de Osuna, pero en especial, el concejo de la villa y los propios vecinos con sus limosnas. La iglesia actual se levanta tras el derrumbe, en el año 1503 de un anterior templo medieval, una construcción que habría sustituido a su vez a una antigua mezquita y de la que quedaría sólo parte de la torre o alminar.
La iglesia se organiza según una planta de salón con proporción dupla, (la longitud total igual al doble de la anchura), que se muestra con mayor amplitud en su nave central y en el crucero. El presbiterio se prolonga en profundidad y se crea una segunda nave transversal paralela a la de los brazos del crucero. Finalmente, se cierra con un testero plano, donde se insertan la capilla  sacramental y la sacristía flanqueando al presbiterio.
El planteamiento general del edificio se debe principalmente a tres maestros sucesivos, responsables de sus respectivos tramos.
Así, el primero de ellos, Antón Ruiz, maestro todavía de conceptos goticistas, realiza el primer tramo de la nave central y las laterales, cuyo trabajo se aprecia por las bóvedas de crucería simple y con terceletes.
A partir de 1526 queda documentada en Morón la presencia de Diego de Riaño en las obras de la iglesia del castillo y como arquitecto de todas las obras del conde de Ureña, antes de ser nombrado Maestro Mayor de la Catedral y del Ayuntamiento sevillano. Riaño interviene en esta iglesia en su segundo y tercer tramo, con trabajos preciosistas y bóvedas de crucería estrellada de sección y traza circular.
Desde 1550 es el maestro Martín de Gainza, que ya había trabajado anteriormente en colaboración con el anterior, quien se hace cargo de la obra, realizando con conceptos ya plenamente renacentistas el tramo siguiente. A su intervención corresponde la bóveda vaída con casetones y los tramos correspondientes de las naves laterales y las capillas, además de una portada en la nave del evangelio. Obra suya es también la Capilla de la Antigua, que conserva una sobria portada articulada mediante dos semicolumnas, frontón triangular y vano de medio punto, que se cierra con una reja renacentista.
En el crucero, diseñado en parte por el propio Martín de Gaínza y por Hernán Ruiz II, aparecen las fórmulas del manierismo y se utiliza ahora como material base el ladrillo. Aquí sobresale el trabajo de Gaínza en el transepto, con sus bóvedas pseudovaladas y en la cúpula central, cuya culminación fue probablemente diseñada por Alonso de Vandelvira ya en el siglo XVII. Los tramos siguientes son obras de Hernán Ruiz II.
La cabecera debió ser diseñada por el arquitecto milanés Vermondo Resta a principios del XVII y realizada por Lorenzo de Oviedo. El primero interviene también en los cuerpos de la torre, y el conjunto se termina en plena época del barroco con la portada de Diego Antonio Díaz, obra de 1726 y el remate de la torre, terminados ya en pleno siglo XVIII.
Interiormente el templo tiene importantes obras muebles y de interés, como son el Retablo Mayor realizado por Jerónimo Velázquez, la imagen de La Inmaculada de Luisa Roldán "La Roldana", y el bajorrelieve de La Circuncisión de Andrés de Ocampo. Es destacable su ajuar litúrgico, especialmente la orfebrería en plata.
En los primeros días de la Guerra civil española, como reacción popular al levantamiento militar, un grupo de incendiarios que actuó a espaldas de las autoridades destruyó, entre otros enseres valiosos, la famosa custodia de plata (tercera en valor artístico de España), así como el altar del Santísimo, todo del mismo metal. También se prendió fuego al Archivo de la parroquia, que era muy rico en documentos.
Bien de interés cultural, esta iglesia de San Miguel Arcángel está declarada como monumento, y así aparece publicado en el BOE en el año 1970.
En dicha parroquia, tienen su sede canónica la Hermandad de Nuestro Padre Jesús Cautivo, la Hermandad de la Soledad y la Hermandad del Rocío de Morón de la Frontera.